# دوري جزر المالديف لكرة القدم 2012
دوري جزر المالديف لكرة القدم 2012 هو الموسم 32 من دوري جزر المالديف لكرة القدم ‏. أقيم خلال الفترة 18 أبريل 2012 وحتى 27 سبتمبر 2013، وأشرف على تنظيمه الاتحاد الآسيوي لكرة القدم، وكان عدد الأندية المشاركة فيه 8، وفاز فيه نادي نيو راديانت.